# مروة حسين (رياضية مصرية)
مروة عرفات أحمد حسين (مواليد 19 يونيو 1978) هي لاعبة رمي مطرقة مصرية، مثّلت مصر في أثينا 2004 وحلت في المركز الثامن والثلاثين.

## المشاركة الأولمبية

### أثينا 2004
| الرياضيّة  | الحدث       | التصفيات | التصفيات | النهائي  | النهائي  |
| الرياضيّة  | الحدث       | المسافة  | الترتيب  | المسافة  | الترتيب  |
| --------- | ----------- | -------- | -------- | -------- | -------- |
| مروة حسين | رمي المطرقة | 62.27    | 38       | لم تتأهل | لم تتأهل |

## روابط خارجية
- مروة حسين على موقع الاتحاد الدولي لألعاب القوى (الإنجليزية)
- مروة حسين على موقع أوليمبيديا (الإنجليزية)